# Pinus mugo
Espèce
Classification phylogénétique
Statut de conservation UICN

 LC  : Préoccupation mineure
Le Pin mugo, Pin mugho, Pin couché ou Pin de montagnes  (Pinus mugo Turra, syn. Pinus montana Miller), est une espèce de conifères de la famille des Pinaceae et du genre Pinus.
De répartition orophyte centre et sud européenne, elle présente un important polymorphisme ayant fait l’objet d’une abondante littérature. Le Pin mugo est fréquemment utilisé en horticulture.

## Description
Port et hauteur variables, arbuste polycormique ou arbre monocormique, atteignant 25 mètres de haut. Écorce gris foncé, finement écaillée. Bourgeon cylindrique, pointu, très résineux. Rameau de l’année brun-verdâtre, luisant, devenant gris avec le temps. Aiguilles fasciculées par 2, vert foncé, droites ou peu arquées, longues de 2,5-7,5 cm. Cône mâle jaune-clair, d’environ 10 mm, groupés densément sur le rameau de l’année précédente. Cône femelle ovoïde, de 10-12 mm de long, seul ou groupé par 2 ou 3. Cône mûr subsessile, ovoïde-conique, de 20-80 mm, brun-jaunâtre à brun-orangé, les écailles de la face externe plus ou moins renflées, luisantes,. Les caractères des sous-espèces sont notés dans la partie systématique.
- Caractères botaniques
- P. mugo subsp. mugo, feuillage et cônes, Raxalpe, Autriche.
- P. mugo subsp. mugo, rameau avec cônes mâles, Forêt Bavaroise, Allemagne.
- P. mugo subsp. uncinata, cônes et graines en provenance du Capcir, France.

- Aspect de peuplements
- P. mugo subsp. uncinata, Grisons, Suisse.
- P. mugo nothosubsp. rotundata, vallée du Wimbach, Allemagne.
- P. mugo subsp. mugo, massif du Rila, Bulgarie.

## Répartition et écologie
Pinus mugo est une espèce endémique aux montagnes du centre et du sud de l’Europe. Elle existe à l’état naturel dans quelques massifs de la Péninsule ibérique (Sierra de Gúdar, de Cebollera et de Guara, Pyrénées), l’ensemble des Alpes, les Abruzzes, le Jura, les Vosges, la Forêt-Noire, la Haute-Bavière, la Forêt de Bohème, les Monts Métallifères, les Sudètes, les Tatras, les Carpates et la péninsule balkanique (Alpes dinariques, Monténégro, Macédoine, Rhodopes),.
L’espèce est très héliophile et craint beaucoup la concurrence d’autres espèces arborescentes, telles que Fagus sylvatica, Picea abies, Larix decidua ou Pinus cembra, de ce fait, elle ne se trouve en abondance que sur des stations où ces autres sont en difficulté, par exemple sur des escarpements rocheux, à la limite supérieure de la forêt ou dans des tourbières. Son amplitude écologique est très large, seules les stations hygrophiles basiphiles sont évitées.
Dans son aire, Pinus mugo est avant tout une espèce subalpine (1500-2500 mètres d’altitude) se trouvant occasionnellement à l’étage montagnard si les stations le permettent (par exemple affleurements de gypse, éboulis froids, etc.). En Europe centrale, elle existe presque exclusivement dans des tourbières entre 700 et 1 200 mètres, les stations les plus basses sont situées à 200 mètres d'altitude en Pologne.

## Systématique
Pinus mugo fut décrit en 1764 par Antonio Turra dans une étude floristique sur le mont Baldo en Italie. Depuis, de nombreuses espèces ou variétés ont été décrites, en particulier en Europe centrale où l’espèce est particulièrement polymorphe. À la fin des années 1980, plus de 130 noms et combinaisons avaient été proposées.
Auteur d’une importante révision taxonomique basée sur des études de terrain et d’herbiers, K. I. Christensen subdivise l’espèce en trois ensembles :
- Pinus mugo subsp. mugo – arbuste polycormique prostré, à petits cônes actinomorphes insérés perpendiculairement au rameau munis d'écailles brun-orangé déprimées, orophyte centre sud-est européen ;

- Pinus mugo subsp. uncinata (Ramond ex DC.) Domin 1935 (pin à crochets) – arbre monocormique érigé, à gros cônes zygomorphes insérés obliquement au rameau munis d'écailles brun-jaunâtre proéminentes, orophyte centre et sud-ouest européen ;

- Pinus mugo nothosubsp. rotundata (Link) Janchen & Neumayer 1942 – rassemblant des plantes à morphologie et chorologie intermédiaire entre les deux sous-espèces précédentes.

- Aspect de peuplements
- P. mugo subsp. uncinata, Vallée de Chistau, Espagne.
- P. mugo subsp. uncinata, Grisons, Suisse.
- P. mugo nothosubsp. rotundata, Grisons, Suisse.
- P. mugo nothosubsp. rotundata, Tourbières de Murnau, Allemagne.

Ce point de vue est largement étayé par le manque de différences morphologiques et écologiques identifiables et l’absence de mécanismes d’isolement reproductif entre les deux sous-espèces principales. P. mugo nothosubsp. rotundata est considéré comme un hybride, son aire de distribution est plus ou moins identique aux zones de sympatrie des deux entités précédentes, principalement dans les Alpes et en Bohème. Ce traitement taxonomique est retenu dans Flora Gallica.
Sur la base de leurs résultats chimio-génétiques, certains auteurs ont suggéré que P. mugo subsp. uncinata et P. mugo nothosubsp. rotundata sont dérivés d’une ancienne hybridation entre P. mugo subsp. mugo et P. sylvestris. Aujourd’hui, des études génétiques effectuées sur toute l’aire de répartition de l’espèce ont montré que la structure génétique des populations de P. mugo dépend de la géographie et non de la morphologie,. Ainsi, les populations marginales montrent une forte dérive génétique alors que celles des Pyrénées ou des Alpes sont très homogènes, dans les Alpes en dépit même de l’appartenance à P. mugo subsp. mugo et P. mugo subsp. uncinata.
- Aspect de peuplements
- P. mugo nothosubsp. rotundata, Silésie, République Tchèque.
- P. mugo subsp. mugo, Massif des Karwendel, Autriche.
- P. mugo subsp. mugo, Monts des Géants, République Tchèque.
- P. mugo subsp. mugo, Hautes-Tatras, Slovaquie.

En France, l'espèce fut traditionnellement nommée sous le nom collectif Pinus montana Miller 1768 et subdivisée en trois ensembles, P. mughus Scopoli 1772, P. uncinata Ramond ex DC. et leur intermédiaire P. pumilio Haenke 1791,. Dans Flora Europaea, P. mugo est divisé en deux espèces distinctes, Pinus mugo Turra [syn. P. mugo var. mughus (Scopoli) Zenari 1921] et Pinus uncinata Miller ex Mirbel 1806 [syn. P. uncinata var. rostrata Antoine 1840]. Les formes intermédiaires sont rattachées en tant que variétés de ces deux espèces, P. mugo var. pumilio (Haenke) Zenari 1921 et P. uncinata var. rotundata (Link) Antoine 1840.
Plus récemment, Businský & Kirschner ont distingué au rang spécifique P. mugo et P. uncinata, l’hybride est nommé P. × ascendens Businský 2010. P. uncinata est subdivisé en deux sous-espèces, P. uncinata subsp. uncinata et P. uncinata subsp. uliginosa (Neumann ex Wimmer) Businský 2006, ce dernier correspondant plus ou moins à P. mugo nothosubsp. rotundata. A. Farjon distingue lui aussi deux espèces, P. uncinata et P. mugo, la seconde avec deux sous-espèces, P. mugo subsp. mugo et P. mugo subsp. rotundata.

## Synonymie
Cette synonymie est établie d'après les travaux de Christensen (1987) et Businský & Kirschner (2010). Elle rassemble les principaux noms utilisés ces cinquante dernières années pour désigner les entités rapportées à P. mugo.
- Pinus mugo subsp. mugo
  - Pinus mugo Turra 1764
  - Pinus montana Miller 1768 (?)
  - Pinus mughus Scopoli 1772
  - Pinus pumilio Haenke 1791
  - Pinus pumilio var. applanata Willkomm 1861

- Pinus mugo subsp. uncinata (Ramond ex DC.) Domin 1935
  - Pinus uncinata Ramond ex De Candolle 1805
  - Pinus uncinata var. rostrata Antoine 1840

- Pinus mugo nothosubsp. rotundata (Link) Janchen & Neumayer, 1942
  - Pinus rotundata Link 1827
  - Pinus obliqua Sauter ex Reichenbach 1831
  - Pinus uliginosa Neumann ex Wimmer 1838
  - Pinus uncinata var. rotundata f. mughoides Willkomm 1861
  - Pinus uncinata var. pseudopumilio Willkomm 1861
  - Pinus uncinata subsp. uncinata var. ancestralis Businský 2008
  - Pinus × ascendens Businský 2010
  - Pinus × ascendens nothosubsp. skalickyi Businský 2010

## Hybrides avecPinus sylvestris
Pinus mugo s’hybride occasionnellement avec le pin sylvestre P. sylvestris L. 1753, les hybrides sont nommés Pinus × rhaetica Brügger 1886 (syn. P. × celakovskiorum Ascherson & Graebner 1897, P. × digenea Beck 1888). Les deux espèces sont d’ailleurs très proches l’une de l’autre et, d’après les données génétiques, elles auraient divergé dans les cinq derniers millions d’années.
Des hybrides avec les trois sous-espèces ont été notés mais sont difficilement détectables par des moyens biométriques ou génétiques,,,. Ils semblent rares et unidirectionnels, P. mugo étant le donneur de pollen et P. sylvestris la plante réceptive,. De plus, les graines obtenues sur des exemplaires hybrides sont peu viables par rapport aux individus des espèces types dans les zones de contact.

## Utilisations
P. mugo subsp. uncinata est exploité pour son bois principalement dans les Pyrénées où il occupe une surface avoisinant les 110 000 hectares en l'absence d'essences plus concurrentielles (France et Espagne). Ses utilisations sont principalement le bois d’industrie, la trituration et le bois énergie. Un guide de sylviculture a été rédigé par divers organismes pour aider les gestionnaires à gérer de manière durable ces pineraies.
P. mugo subsp. uncinata, dans une moindre mesure les deux autres sous-espèces, furent largement utilisés à la fin du XIXe et au début du XXe siècle par le Service R.T.M. de l’O.N.F. (anciennement Administration des Eaux et Forêts) en reboisement des Forêts Domaniales sujettes principalement à l’érosion,. P. mugo est aussi utilisé en Europe du Nord pour fixer les dunes.
P. mugo subsp. mugo est largement utilisé en horticulture du fait de sa faible croissance et sa rusticité. Beaucoup de cultivars ont été sélectionnés pour l'horticulture des jardins et des parcs d'ornement. Les cultivars P. mugo 'Mops' et 'Pumilio'  ont remporté plusieurs prix, dont l'Award of Garden Merit de la Royal Horticultural Society. P. mugo est également utilisé en bonsaï.
Les jeunes pousses et cônes sont parfois utilisés pour confectionner des liqueurs et sirops. La résine est utilisée pour le « baume des Carpates » ou anciennement pour faire des torches, les rameaux étant très résineux. P. mugo subsp. mugo bénéficie en France d’un statut de protection national, sa présence naturelle est limitée à quelques stations isolées dans les Alpes internes du Sud.